# EPOC
EPOC — операційна система, розроблена компанією Psion PLC для використання у власних кишенькових комп'ютерах. За однією з версій абревіатура EPOC розшифровується як «Електронний Шматочок Сиру» (англ. Electronic Piece Of Cheese).

## EPOC16
EPOC16 (спочатку — EPOC)  — багатозадачна операційна система, розроблена компанією Psion наприкінці 1980-х — початку 1990-х років для своїх портативних комп'ютерів SIBO. Операційна система написана мовою C під 8086-сімейство процесорів та використовує 16-ти бітну архітектуру.
EPOC16 використовувалася в кишенькових комп'ютерах MC200, MC400, Series 3, Series 3a, Series 3c, Series 3mx, Siena, Workabout та Workabout mx.
В 1990-х EPOC16 поступилася місцем EPOC32.

## EPOC32
Вперше нова версія системи EPOC —EPOC32, Release 1 — з'явилася в кишеньковому комп'ютері Psion Series 5 ROM v1.0 в 1997. EPOC32, Release 2 (R2) і Release 3 (R3) є еволюційним розвитком першої версії — R2 виправляв деякі помилки 1-й версії, а версія EPOC32 R3 включила в себе реалізацію стека TCP/IP. Велика частина комп'ютерів Psion Series 5 і всі комп'ютери Geofox One поставлялися на ринок з версією EPOC32 R3.
Наприкінці 1999-го з'явилася версія EPOC32 Release 4, створена спеціально для моделі Osaris. Її більш досконала версія, EPOC32 Release 5, встановлювалася на комп'ютери Psion — Series 5mx/5mxPro, Revo/Revo plus, Series 7/netBook і netPad, Ericsson — MC218, R380 (EPOC32 R5u) і SONICblue — Diamond Mako.
EPOC32 — багатозадачна 32-х бітна операційна система із захистом пам'яті, написана мовою C++. Система була розділена на дві частини: ядро і графічну оболонку (носить ім'я EIKON), яка була орієнтована на роботу як з клавіатурою, так і з сенсорним екраном. Для зручності користувачів більшість операцій в системі аналогічні відповідним діям на IBM-платформі.
Система була розроблена під процесори сімейства ARM  (включаючи ARM7, ARM9, StrongARM і Intel's XScale) .

## Подальше майбутнє EPOC
Ще під час розробки EPOC32 фінансові складності змусили Psion замислитися про можливість ліцензувати свою систему третім компаніям. Для цих цілей підрозділ, який розробляв операційну систему, в 1997 році було виділено в компанію Psion Software.
У тому ж році системою зацікавилася компанія Ericsson, випустивши на її основі MC218 (копію Psion Series 5mx), а пізніше — модель Ericsson R380, що поєднала в собі функції кишенькового органайзера та телефону (смартфон) з сенсорним екраном на основі модифікованої версії системи — EPOC32 Release 5u (додана підтримка юнікод та повністю змінений GUI).
Успіх R380 зацікавив інших лідерів ринку мобільних телефонів. Таким чином, в липні 1998 року Psion Software у співпраці з компаніями Ericsson, Motorola та Nokia утворили консорціум Symbian (англ. Symbian). Тому наступна версія EPOC, Release 6, отримала нову назву — Symbian OS.